# Lal Krishna Advani
Lal Krishna Advani (ur. 8 listopada 1927 w Karaczi) – indyjski polityk, minister spraw wewnętrznych w latach 1998–2004, wicepremier Indii w latach 1999–2004, od 2004 lider opozycji w Lok Sabha, niższej izbie parlamentu. Trzykrotny przewodniczący partii Indyjskiej Partii Ludowej i kandydat tej partii do urzędu premiera w wyborach parlamentarnych w 2009.

## Młodość
Lal Krishna Advani urodził się w 1927 w Karaczi w Indiach Brytyjskich. Uczęszczał do National College w Hajdarabad w prowincji Sindh (obecnie Pakistan). Następnie ukończył prawo na Uniwersytecie w Bobmaju.

## Działalność polityczna
Advani w 1942 wstąpił do nacjonalistycznej organizacji Rashtriya Swayamsevak Sangh. Został jej sekretarzem w Karaczi, a następnie w Delhi. Po założeniu w 1951 nacjonalistycznej partii Bharatiya Jana Sangh, Advani przystąpił do jej szeregów. W latach 1975–1977, w czasie trwania stanu wyjątkowego w kraju, był zatrzymany w więzieniu w Bangalore. Od marca 1977 do lipca 1979 Advani był ministrem informacji i transmisji medialnych.
W 1980 razem z Atalem Biharim Vajpayee założył partię Bharatiya Janata Party (Indyjska Partia Ludowa). Trzykrotnie pełnił funkcję jej przewodniczącego: w latach 1986–1991, 1993–1998 oraz 2004–2005.
Od 1970 do 1989 zasiadał w Rajya Sabhie, wyższej izbie indyjskiego parlamentu. W 1980 był w niej liderem opozycji. W 1989 został wybrany do Lok Sabhy, niższej izby parlamentu, w której zasiada do chwili obecnej. Od 1991 do 1993 był w niej liderem opozycji. 1 czerwca 2004 został ponownie liderem opozycji w Lok Sabhie.
Od 19 marca 1998 do 20 maja 2004 Advani zajmował stanowisko ministra spraw wewnętrznych w rządzie premiera Atala Bihari Vajpayee. Od października 1999 do maja 2004 pełnił także funkcję wicepremiera. W 1999 otrzymał od parlamentu Nagrodę Wybitnego Parlamentarzysty (Outstanding Parliamentarian Award).

### Zniszczenie meczetu Babri Masjid
W Indiach od lat dyskutowana jest rola Advaniego w wydarzeniach z 1992. Od początku lat 90. Advani w swoich wystąpieniach publicznych wskazywał na potrzebę wybudowania świątyni boga Ramy. Według hinduskich wierzeń miejsce narodzin Ramy znajdowało się w mieście Ajodhja. W miejscu narodzin stał jednak meczet Babri. 6 grudnia 1992 hinduscy nacjonaliści zburzyli meczet, co wywołało trwające do stycznia 1993 zamieszki, w których zginęło około 2 tysięcy osób.
Zaraz po zburzeniu meczetu w Indiach wszczęto śledztwo w tej sprawie. Objęło ono środowiska Rashtriya Swayamsevak Sangh, w tym również samego Advaniego. Dochodzenie w sprawie ustalenia jego roli w wydarzeniach z 1992 ciągnęło się przez cały ten okres. W 2006 specjalny sąd orzekł, że Advani był winny wygłaszania prowokacyjnych i podburzających przemówień.

### SprawaJinnaha
W czerwcu 2005 Advani wywołał ogólnonarodowe kontrowersje i dyskusję swoim zachowaniem podczas wizyty w Pakistanie. W czasie tej wizyty, 4 czerwca 2005 wygłosił pojednawcze przemówienie, w którym wychwalał pakistańskiego „ojca narodu” Muhammada Ali Jinnaha i określił go mianem „świeckiego przywódcy”. Wypowiedź ta oburzyła szczególnie konserwatywnych polityków, także w jego własnej partii, której Advani był w tym czasie przewodniczącym. W IPL pojawiły się głosy wzywające go do rezygnacji z przywództwa.
18 września 2005 Advani ogłosił, iż ustąpi ze stanowiska przewodniczącego partii w grudniu 2005 po zakończeniu uroczystości srebrnego jubileuszu partii. W grudniu 2005 na stanowisku zastąpił go Rajnath Singh.

## Kandydat na premiera

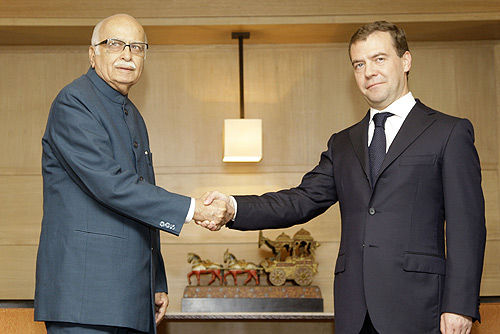
Lal Krishna Advani z prezydentem Dmitrijem Miedwiediewem, New Delhi, grudzień 2008.

W wywiadzie w grudniu 2006 Advani stwierdził, że jako lider opozycji w parlamencie, uważa się za naturalnego kandydata na premiera partii IPL w wyborach parlamentarnych w 2009. Początkowo oświadczenie to wywołało poruszenie w szeregach IPL, gdyż część działaczy postulowała przekazanie sterów władzy młodszemu pokoleniu.
2 maja 2007 przewodniczący IPL, Rajnath Singh, poparł kandydaturę Advaniego na stanowisko przyszłego premiera. 10 grudnia 2007 partia Bharatiya Janata Party oficjalnie ogłosiła Advaniego swoim kandydatem do urzędu premiera w wyborach parlamentarnych w kwietniu i maju 2009. W wyborach koalicja Bharatiya Janata Party zdobyła 158 mandatów i przegrała z koalicją Indyjskiego Kongresu Narodowego (262 mandaty).